# Sarpsborg 08 Fotballforening
Il Sarpsborg 08 Fotballforening, meglio noto come Sarpsborg 08, è una società calcistica norvegese con sede nella città di Sarpsborg. Milita nell'Eliteserien, la massima divisione del campionato norvegese.
Ha militato in 1. divisjon, la seconda serie norvegese, dal 2005 al 2010, anno in cui ha ottenuto per la prima volta la promozione in massima divisione. Retrocessa al termine della stagione 2011, nel 2012 ottenne una nuova promozione e nel 2017, grazie al terzo posto finale in campionato, ha raggiunto per la prima volta un piazzamento utile per la disputa delle coppe europee, la UEFA Europa League 2018-2019.
Disputa le gare casalinghe nel Sarpsborg Stadion, impianto da 5.650 posti.

## Storia
La società è il proseguimento del glorioso Sarpsborg FK fondato nel 1903 ed estinto per fusione con lo Sparta Sarpsborg avvenuta nel 2008. 
Dopo molti tentativi di promozione risultati vani, in vista della 1. divisjon 2008 il vecchio Sarpsborg infatti decise di unirsi ai rivali per dare origine allo FK Sparta Sarpsborg.
L'attuale denominazione fu adottata soltanto a partire dal 2009.
Lo svedese Conny Karlsson fu il primo allenatore della squadra, che condusse al 10º posto finale nel campionato 2008.
Nel 2009 la squadra centrò l'accesso ai play-off per la promozione in Eliteserien, non riuscendo però ad ottenere la promozione a causa della sconfitta in finale contro il Kongsvinger. La promozione arrivò l'anno successivo, con il 2º posto finale in campionato.
Il Sarpsborg 08 esordì dunque in massima divisione, disputando l'Eliteserien 2011: era dal termine del campionato 1974 che una squadra di Sarpsborg non militava nella massima divisione norvegese. Al termine della stagione la squadra retrocesse, per poi riguadagnare la promozione al termine del campionato 2012.
Nel campionato 2014 il Sarpsborg 08 chiuse la stagione all'8º posto finale, fino ad allora miglior posizionamento raggiunto nella storia del club. L'anno successivo il Sarpsborg 08 raggiunse la finale della Coppa di Norvegia, in cui fu sconfitto dal Rosenborg.
Nel campionato 2016 la squadra terminò al 6º posto in classifica, migliorando ulteriormente il proprio record storico. Nel campionato 2017 ha ottenuto il suo miglior piazzamento in campionato, il terzo posto. Questo piazzamento ha permesso al club di prendere parte alle qualificazioni per la UEFA Europa League 2018-2019. Il cammino per giungere alla fase a gironi è stato lungo: il Sarpsborg ha eliminato prima la squadra Svizzera del San Gallo grazie alla regola dei gol fuori casa, perdendo 2-1 in trasferta per poi vincere 1-0 in Norvegia, poi è riuscito a battere il Rijeka vincendo in terra croata per 1-0 (dopo un 1-1 ottenuto in casa nel match di andata) ed infine ha eliminato il Maccabi Tel Aviv nonostante una sconfitta in terra israeliana per 2-1 (decisiva la vittoria casalinga per 3-1 ottenuta all'andata). La squadra norvegese è giunta così alla fase a gironi dell'Europa League ed è stata inserita nel girone I assieme a Genk, Malmö FF e Beşiktaş. Il 4 ottobre 2018 ha ottenuto la prima storica vittoria nella fase a gironi di una competizione europea, battendo in casa i belgi del Genk per 3-1. Il girone è stato chiuso all'ultimo posto con 5 punti (una vittoria e due pareggi in sei partite).

## Organico

### Rosa 2025
Aggiornata al 12 aprile 2025.
| N. |                        | Ruolo | Calciatore           |
| -- | ---------------------- | ----- | -------------------- |
| 1  | Senegal (bandiera)     | P     | Mamour Ndiaye        |
| 2  | Paesi Bassi (bandiera) | D     | Menno Koch           |
| 3  | Iraq (bandiera)        | D     | Mohanad Jeahze       |
| 4  | Norvegia (bandiera)    | D     | Nikolai Skuseth      |
| 5  | Norvegia (bandiera)    | D     | Magnar Ødegaard      |
| 6  | Svezia (bandiera)      | C     | Aimar Sher           |
| 7  | Gambia (bandiera)      | A     | Alagie Sanyang       |
| 8  | Norvegia (bandiera)    | D     | Sander Christiansen  |
| 10 | Norvegia (bandiera)    | C     | Harald Nilsen Tangen |
| 11 | Norvegia (bandiera)    | A     | Daniel Karlsbakk     |
| 12 | Norvegia (bandiera)    | P     | Tord Flolid          |
| 13 | Finlandia (bandiera)   | P     | Carljohan Eriksson   |
| 14 | Norvegia (bandiera)    | A     | Jo Inge Berget       |
| 16 | Danimarca (bandiera)   | C     | Frederik Carstensen  |
| 18 | Danimarca (bandiera)   | C     | Mike Vestergård      |

| N. |                     | Ruolo | Calciatore                |
| -- | ------------------- | ----- | ------------------------- |
| 19 | Islanda (bandiera)  | A     | Sveinn Aron Guðjohnsen    |
| 20 | Norvegia (bandiera) | D     | Peter Reinhardsen         |
| 21 | Norvegia (bandiera) | D     | Anders Hiim               |
| 22 | Norvegia (bandiera) | C     | Victor Emanuel Halvorsen  |
| 23 | Norvegia (bandiera) | C     | Niklas Sandberg           |
| 25 | Norvegia (bandiera) | C     | Jesper Gregersen          |
| 27 | Norvegia (bandiera) | C     | Sondre Ørjasæter          |
| 29 | Norvegia (bandiera) | C     | Martin Håheim-Elveseter   |
| 30 | Nigeria (bandiera)  | D     | Franklin Tebo Uchenna     |
| 32 | Norvegia (bandiera) | D     | Eirik Wichne              |
| 77 | Norvegia (bandiera) | D     | Adam Kaszuba              |
| 80 | Norvegia (bandiera) | C     | Simon Roguski             |
| 81 | Norvegia (bandiera) | C     | Mathias Svenningsen-Grønn |
| –– | Norvegia (bandiera) | P     | Håvar Jenssen             |

### Staff tecnico
- Thomas Berntsen - Direttore sportivo
- Stefan Billborn - Allenatore
- Magnus Edlund - Vice allenatore
- Joachim Björklund - Vice allenatore
- John Alvbåge - Preparatore dei portieri
- Ole-Martin Ellingsen - Fisioterapista
- Halvor Elverhøi - Preparatore atletico
- Trond Lunåshaug - Motivatore
- Dag Tore Bergerud - Video analyst

## Palmarès

### Competizioni nazionali
- 2. divisjon: 1

2005
- 3. divisjon: 1

2003

### Altri piazzamenti
- Campionato norvegese:

Terzo posto: 2017
- Coppa di Norvegia:

Finalista: 2015, 2017
Semifinalista: 2014
- 1. divisjon:

Secondo posto: 2010, 2012

## Statistiche e record

### Statistiche nelle competizioni UEFA
Tabella aggiornata alla fine della stagione 2018-2019.
| Competizione                  | Partecipazioni | G  | V | N | P | RF | RS |
| ----------------------------- | -------------- | -- | - | - | - | -- | -- |
| Coppa UEFA/UEFA Europa League | 1              | 14 | 6 | 3 | 5 | 22 | 19 |